# Mus harennensis
Mus harennensis es una especie de ratón del subgénero Nannomys que se encuentra en el bosque de Harenna, Parque Nacional de las Montañas Bale, en el sur de Etiopía.